# Platycheirus himalayensis
Platycheirus himalayensis är en tvåvingeart som beskrevs av Enrico Adelelmo Brunetti 1915. Platycheirus himalayensis ingår i släktet fotblomflugor, och familjen blomflugor. Inga underarter finns listade i Catalogue of Life.